# 梅德韋然卡
48°10′17″N 39°31′15″E / 48.17139°N 39.52083°E
梅德韋然卡（烏克蘭語：Медвежанка）是位於烏克蘭東部的村莊，由盧甘斯克州多夫然斯克區的多夫然斯克市鎮負責管轄。該村始建於1880年，面積84.3平方公里，海拔高度128米，2001年人口1,012，人口密度每平方公里12人。